# カール・シューリヒト
カール・アドルフ・シューリヒト（ドイツ語：Carl Adolph Schuricht, 1880年7月3日 - 1967年1月7日）は、ドイツの指揮者、作曲家。
音楽評論家のフランク・ヴォールファールトは、シューリヒトをフルトヴェングラー、トスカニーニ、ワルター、クレンペラーらと並ぶ「国際的に高名な指揮者」としている。
1923年から1944年までヴィースバーデンの音楽総監督を務め、グスタフ・マーラーの作品の解釈で国際的な名声を得た。また、ライプツィヒ交響楽団（現：MDR交響楽団）首席指揮者（1931-1933）、ドレスデン・フィルハーモニー管弦楽団首席指揮者（1944）、ベルリン・フィルハーモニー合唱団（Philharmonischer Chor Berlin）芸術監督（1933-1934）を務めた。終戦前にドイツを離れ、スイスに移住。
以後、コンセルトヘボウ管弦楽団、スイス・ロマンド管弦楽団、ベルリン・フィルハーモニー管弦楽団などの客演指揮者として活躍。特にウィーン・フィルハーモニー管弦楽団とは親密な関係を築き、1960年にはウィーン・フィルハーモニー管弦楽団の名誉指揮者に任命された。ザルツブルク音楽祭にも何度か出演し、海外ツアーでも国際的な成功を収めた。
ウィーン古典派の作品やアントン・ブルックナーの交響曲の重要な解釈者とされていた。

## 略歴と業績

### 出身と学歴
ダンツィヒ生まれ。父親カール・コンラート・シューリヒト（Carl Conrad Schuricht）（1856年1月27日 - 1880年6月9日）はオルガン奏者で、代々受け継がれてきたオルガン製作者であり、祖父のカール・ゴットヒルフ・シューリヒトも一緒に働いていた。父は息子カールが生まれる3週間前に、バルト海で楽器を運搬中に船から転落して溺れた雇い人を助けようとして命を落とした。カールの母親はポーランドのオラトリオ歌手・ピアニストのアマンダ・ルドヴィカ・アルヴィネ・シューリヒト＝ヴジノウスカ（Amanda Ludowika Alwine Schuricht, née Wusinowska）（1847年12月11日 - 1935年12月11日）であり、幼少から音楽に囲まれた環境に育った。母親が再婚しなかったため、少年は叔父に育てられた。
シューリヒトは、1886年からベルリンのフリードリヒス－レアルギムナジウムに、1892年からヴィースバーデンのケーニヒス－レアルギムナジウムに通った。詩人のヨーゼフ・フォン・アイヒェンドルフやアーダルベルト・シュティフターに興味を持った。6歳からヴァイオリンとピアノを学び、11歳で最初の作品を作曲し（2つのオペラのリブレットも書いた）、15歳で指揮を始めた。最初の師匠はヴィースバーデン宮廷カペルマイスターのフランツ・マンシュテット であった。
1902年にはクジンスキ財団の作曲賞を受賞し、フランツ・フォン・メンデルスゾーン（フェリックス・メンデルスゾーン・バルトルディの甥）から奨学金を受け、これにより1901年にベルリンのシュテルン音楽院に入学。1903年までピアノをエルンスト・ルドルフに、作曲をエンゲルベルト・フンパーディンク とハインリッヒ・ファン・アイケン に師事した。また、ヴァイオリニストのアンリ・マルトーや作家のフリードリヒ・リーンハルトとも親交があった。

### キャリアの形成

#### ヴィースバーデンの音楽総監督
1901年から1902年までマインツ国立歌劇場のコレペティートル（声楽練習の伴奏者）を務め、音楽家のキャリアをスタートさせる。1904年から1906年までは、病気のために仕事ができなかったが、1906年には、ゲオルク・ヒュットナーの代わりにドルトムント・フィルハーモニー管弦楽団の指揮者を務めた。1907/1908年のシーズンにはツヴィッカウ市立劇場でオペレッタのカペルマイスターを務めている。その後、バート・クロイツナッハ・クア交響楽団の指揮者を引継ぎ、ゴスラーでオラトリオと男声合唱のコンサートの指導者を務めた。特に彼はドイツにおけるフレデリック・ディーリアスの作品の紹介に励んだ。

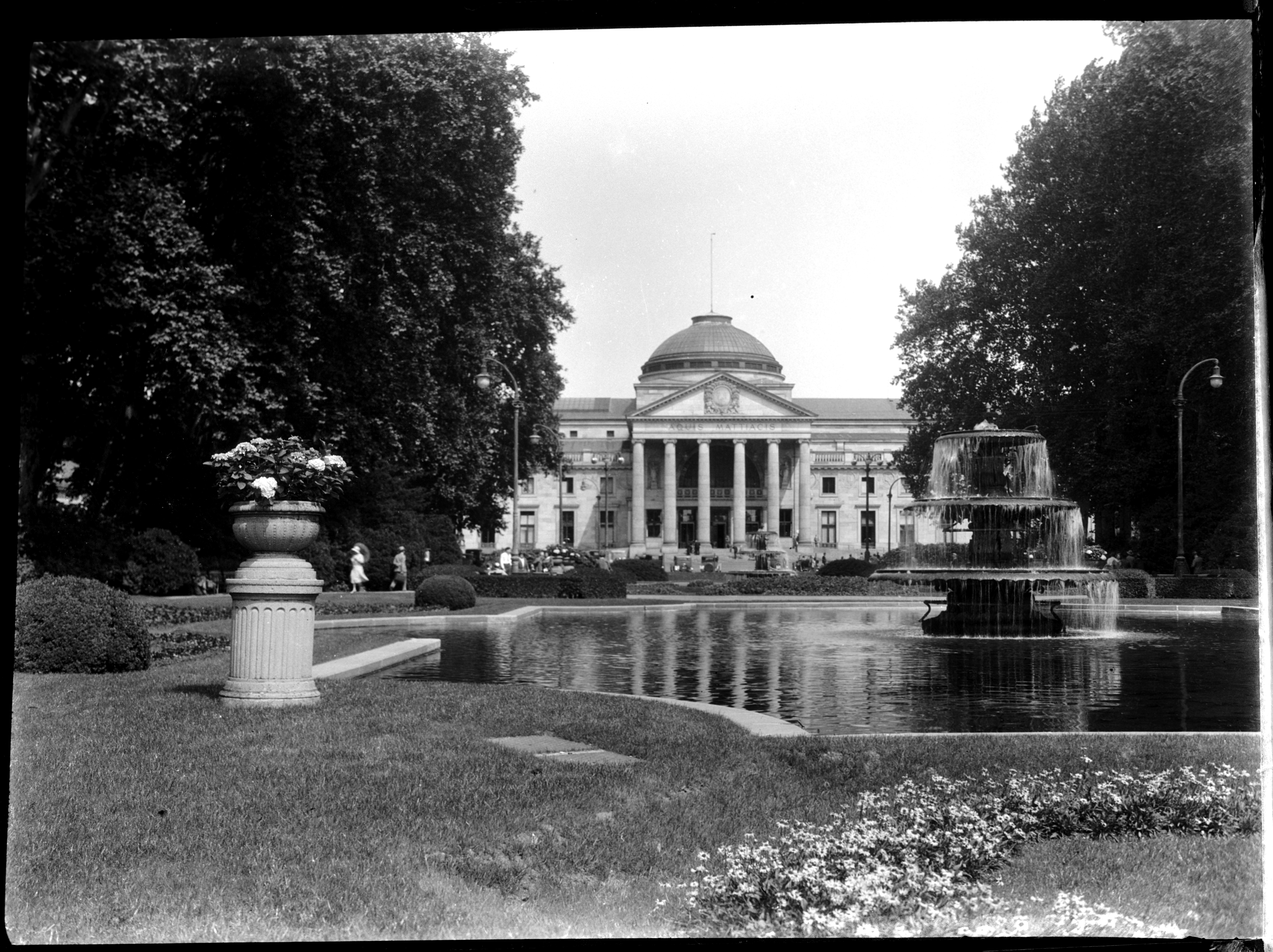
クアハウス・ヴィースバーデン

1909年にはジークフリート・オックスの後を継いで、フランクフルト・アム・マインにあるリュール・オラトリオ協会（Rühl’schen Oratorienvereins）の合唱指揮者に就任。1912年から1944年まで長くヴィースバーデン市の音楽監督（1923年からは音楽総監督） の地位にあった。1928年から1933年まで、シューリヒトはホテル・オラニエンに住んでいた。1930年から1939年の間、クアハウス・ヴィースバーデンにおいて、ヴィースバーデン市立管弦楽団の定期公演で指揮を執った。シューリヒトは、古典派、ロマン派、そして現代音楽 をプログラム に組み込んだ。例えばアルバン・ベルク、クロード・ドビュッシー、パウル・ヒンデミット、モーリス・ラヴェル、マックス・レーガー、アルノルト・シェーンベルク、イーゴリ・ストラヴィンスキーなどである。1913年にヴィースバーデンで、グスタフ・マーラーの交響曲第8番を初演したことで、評判はドイツ全土および国外にまで広まった。
1914年にはロンドンのクイーンズ・ホール、ミラノのスカラ座にブラームスの交響曲第1番でデビュー（ミラノには1940年代にも数回訪れている）。1921年にはベルリン・フィルハーモニー管弦楽団を初めて指揮し、1925年からはブルーノ・ワルターと共にベルリン・フィルの定期演奏会を指揮した。プログラムにはマーラーの交響曲第6番が含まれていた。1921年夏、ヴィースバーデンで開催された第4回ブラームス音楽祭では、ヴィルヘルム・フルトヴェングラーとともに4つのコンサートのうち2つを指揮した。1923年にヴィースバーデンで開催された初のドイツ・マーラー音楽祭でも指揮者を務めた。1927年にはアメリカのセントルイス交響楽団に客演した。1929年夏には、シャルロッテンブルク宮殿にある、プロイセン科学芸術国民教育省保護下の外国人のためのドイツ音楽院において指揮講座を開いた。1930年から1939年にかけては、オランダのスヘフェニンゲンでサマーコンサートを指揮し、コンセルトヘボウ管弦楽団やハーグ・レジデンティ管弦楽団とも交流した。

#### ライプツィヒ放送管弦楽団首席指揮者および客演指揮者
1930年代初頭のライプツィヒでは、後にトーマスカントル（ライプツィヒ聖トーマス教会およびライプツィヒ市音楽監督）となるギュンター・ラミンと競って放送局のオーケストラの首席指揮者の座を獲得 し、1931年から1933年までライプツィヒ放送管弦楽団の首席指揮者を務めた。前任者のアルフレート・センドレイはユダヤ系だったため、放送局から追放されていた。シューリヒトの指揮の下、このオーケストラはドイツで最も優れたラジオ・オーケストラに成長した が、ゲヴァントハウスの理事会は1934年にヘルマン・アーベントロートを採用した。
1933年にはオットー・クレンペラー（ユダヤ系のためアメリカに亡命）からベルリン・フィルハーモニー合唱団を引き継ぎ、1934年まで指揮した。そこでシューリヒトは、マルセル・ポートのアレグロ・シンフォニック、ボリス・ブラッハーのコンツェルタンテ・ムジーク（ブラッハーの出世作） や、ブラッハーのハムレットとカール・ヘラーのヴァイオリン協奏曲 の初演を担当し、ベルリン・フィルハーモニー管弦楽団（戦前にはポリドールに多数のSP録音を行う）を指揮した。1934年にはウィーン・フィルハーモニー管弦楽団を初めて指揮。1937年から1944年にかけては、フランクフルト放送交響楽団の第一客演指揮者を務めた。1942年と1943年には占領下のパリでフランス国立管弦楽団に客演した。
パウル・ファン・ケンペンの退団後、1943年から1944年までドレスデン・フィルハーモニー管弦楽団の第一客演指揮者を務めた。第二次世界大戦末期（1944年8月）には、アドルフ・ヒトラーが承認したゴットベグナーデテン－リストの最も重要な指揮者に含まれていたため、本国戦線を含む戦時中の派兵を免れた。1944年10月1日にシューリヒトはドレスデン・フィルハーモニー管弦楽団の首席指揮者に就任した。音楽評論家のカール・ラウフは、その年の7月に『ドレスドナー・ツァイトゥング』紙にカール・シューリヒトに関して陶酔的なコメントを書いている。彼を「我々の時代の最初の指揮者」の一人とみなし、ドレスデンの音楽文化について十分な見識を持っていることを証明しているとした。

#### 亡命とスイス時代
多くの音楽家が兵役に召集されたため、ドレスデンでは十分な練習をすることができなくなった。1940年代には、ナチス・ドイツ体制との相違が増大し、例えば、政治的圧力により1933年9月に離婚したユダヤ人の元妻 の海外移住を支援した。シューリヒトは1944年に収容所に送られることになり、知り合いのゲシュタポの兵士から事前に警告を受け、1944年11月にドイツを出国しスイスに亡命した。音楽ライターのフレート・ハーメルは、これはドイツからの追放に他ならないと語っている。編集者のトマス・カイルベルトは、シューリヒトの政権に対する態度を、国内亡命（Innere Emigration）とし、歴史家のマリアンネ・ブダーはトーマスカントルであるギュンター・ラミンの「困難な状況」と比較している。音楽学者ハンス・ハインツ・シュトゥッケンシュミットは、「好ましくない作曲家」を指揮していることに体制への抵抗を見出すことさえできるとした。一方、音楽史家のフレート・K.・プリーベルクは、シューリヒトが1944年までナチスの体制下で恩恵を受けていたとの見解から、彼の経歴をより批判的に捉えている。
シューリヒトはスイスに移住し、1944年末にヴァレー州のクラン＝モンタナに定住した。ルツェルン音楽祭で知り合ったスイス人のマリア・マルタ・バンツとチューリッヒで結婚した。エルネスト・アンセルメ の誘いを受けてスイス・ロマンド管弦楽団を指揮し、数年間で60回以上のコンサートに出演した。マーラーやブルックナーを多く取り上げたことで、保守的な地方の音楽家の批判に囲まれた 。

### 国際的な名声

#### ウィーン・フィルハーモニー管弦楽団との関係
1946年にザルツブルク音楽祭が再開された際、シューリヒトはウィーン・フィルハーモニー管弦楽団とベートーヴェン、ブラームス、ブルックナー、モーツァルトを演奏した。1955年3月、だらけたウィーン・フィルの演奏態度に腹を立てたシューリヒトは、ブルックナーの交響曲第9番を情熱的に指揮して、見事にオーケストラを立ち直らせた。こうしたことがあって、口さがないウィーン・フィルの楽団員もシューリヒトには一目置いて、「偉大な老紳士」と称して特別に敬愛していたという。1956年と1958年 にはウィーン楽友協会でフルトヴェングラー記念コンサート、ザルツブルク・モーツァルト週間を指揮した。
モーツァルトの生誕200年にあたる1956年1月27日に、ウィーン・フィルの戦後初のアメリカ・カナダ演奏旅行に同行するはずだったエーリヒ・クライバーがチューリッヒで急逝した。ウィーン・フィルは首席指揮者として、前日にザルツブルクのモーツァルテウム大ホールで成功を収めたシューリヒトを選出する。シューリヒトは指揮者のアンドレ・クリュイタンスと共に、戦後初めてウィーン・フィルハーモニー管弦楽団とアメリカとカナダをツアーし、12のコンサートを開き（ワシントンのDARコンスティテューション・ホールとニューヨークのカーネギー・ホールなど） 大成功を収めた。この時、ベートーヴェン、ベルク、ブルックナー、ハイドン、メンデルスゾーン、モーツァルト、ヨハン・シュトラウス、ウェーバーが演奏された。このツアーから、シューリヒトとウィーン・フィルの蜜月が始まった。12月10日の人権デーに合わせて、国連総会にも登場。1957年、シューリヒトはヨハン・シュトラウスのワルツ『美しく青きドナウ』でフィルハーモニー舞踏会を開き、1958年にはウィーン・フィルと再共演し、スイス、フランス、オーストリア、スペインで大規模なヨーロッパツアーを行った。以後、シュテファン大聖堂での演奏会（モーツァルト『レクイエム』）など、両者の黄金時代が続いた。1960年、1961年、1964年、1965年にまたもザルツブルク音楽祭に客演。彼が国際的な名声を獲得したのはこの時期だけである。

#### 晩年の国際的な活躍と死去
1950年代と1960年代には、シュトゥットガルト放送交響楽団を何度か指揮した。また、NDR交響楽団、フランクフルト放送交響楽団、ベルリン・ドイツ交響楽団、バイエルン放送交響楽団とも共演した。
1957年にイリノイ州ハイランドパークのラヴィニア音楽祭でシカゴ交響楽団に、タングルウッド音楽祭でボストン交響楽団に客演する。1963年と1965年には渡英し、ロンドンのロイヤル・フェスティバル・ホールでロンドン交響楽団を指揮した。
シューリヒトは1943年からレマン湖畔のコルソー・シュル・ヴヴェイに別荘を所有していた が、1967年1月7日にスイスの病院で死去した。86歳没。1965年にザルツブルク音楽祭でウィーン・フィルを指揮したのが最後の演奏会となった。2011年、彼の骨壷はヴィースバーデンの北の墓地の名誉の墓に移された。

## レパートリー・評価
シューリヒトはバッハからマーラー、ドビュッシー、ストラヴィンスキー、ディーリアスまでレパートリーが広い が、特にウィーン古典派と後期ロマン派に傾倒しており、モーツァルトやブルックナー、ベートーヴェン、ブラームスの交響曲の演奏が知られている。また、グスタフ・マーラーへ大いなる音楽的な情熱を注いでいた。若い時代の一時期を除くとオペラの指揮はほとんどなく、リヒャルト・ワーグナーの作品にはあまり熱心ではなかった。同時代の指揮者としては例外的に歌劇場との関係も薄いが、そのことに関しては彼自身も遺憾であったと述懐している。
ザルツブルク音楽祭でのベルリン・フィルやウィーン・フィルとの積極的な共演で世界的に有名になり、ブルーノ・ワルターやヴィルヘルム・フルトヴェングラー だけでなく、クレメンス・クラウス、アルトゥーロ・トスカニーニ、オットー・クレンペラーに肩を並べると言われるようになった。
シューリヒトはかなり高齢になってから世界的名声を得た人であり、特に晩年はリウマチの悪化により、杖をつきながらかなり長い時間をかけて指揮台に登場した。しかしひとたび指揮台に上がると、年齢を全く感じさせない輝かしい生命力が、彼の指揮姿からもその音楽からも湧き出て、聴く者に（そしてオーケストラの楽員にも）大きな感銘を与えた。
シューリヒトの演奏スタイルは、基本的にテンポが非常に速く、リズムは鋭く冴えており、響きは生命力に満ち、かつ透明度の高いものであった。彼の楽譜の読みはどの指揮者よりも個性的で、ある時はザッハリヒに厳しく響かせたり、ある時はテンポを動かしながらロマンティックに歌わせるなど、決して一筋縄ではいかない意外性があったが、音楽全体は確信と明晰さにあふれていた。また、同じ曲でも決して毎回同じようには指揮せず、演奏するたびに新鮮な感動と発見を聴き手に与えた。
シューリヒトは指揮者として客観性を重視していた。シュトゥットガルトの音楽編集者ゲッツ・ティームは、彼のリズムの明快さをピエール・ブーレーズと比較している。彼のモットーは「何かを創造することは、それを使用することより優れている」。音楽学者ベルナルド・ガヴォティは、作品に忠実で、適切で、融通無碍であると評している。1955年、彼は連載「偉大な解釈者（Die großen Interpreten）」でシューリヒトを肯定的に評価した。彼は、シューヒリヒトを、聴き手の感覚のあらゆる能力に対応できる「現代の3、4人の最も偉大な指揮者」の1人に数えている。音楽学者のリヒャルト・シャールとヴィリー・タッポレットは「解釈において堅固な精神性が牽引している」のだと語っている。音楽学者のマティアス・マイヤーは、シューリヒトの解釈を「バランスがとれて完璧」と呼んだ。また、オペラ演出家のルドルフ・シュルツ＝ドーンブルクはシューリヒトについて次のように述べている「このそびえ立つ小柄な男の仕事ぶりと音楽作りは、作曲家の作品に対して完全に一歩下がった芸術的な謙虚さに特徴があった」。

## 受賞歴

### 栄典
- 1936：ギリシャ政府フェニックス勲章
- 1938：オレンジ・ナッソー騎士団長（オランダ）
- 1944：戦功十字章（1939）II.剣のない階級[47]（ドイツ）
- 1948：オランダ・ブルックナー・メダル
- 1950：国際ブルックナー協会アントン・ブルックナー・メダル
- 1953：ドイツ連邦共和国功労勲章大十字章
- 1953：ヴィースバーデン市の名誉市民
- 1955：ヘッセン州のゲーテの盾
- 1956：ウィーン・フィルハーモニー管弦楽団ニコライ・メダル
- 1957：アメリカ・ブルックナー協会名誉会員
- 1957：オーストリア共和国連邦大統領アードルフ・シェルフにより教授に任命[48]
- 1958：国際グスタフ・マーラー協会ウィーン金メダル[49]
- 1960：ウィーン・フィルハーモニー管弦楽団名誉指揮者
- 1961：モーツァルト・コミュニティ・ウィーン・モーツァルトメダル[50]
- 1965：アルフォンソ10世賢者大十字勲章（スペイン）

### さらなる栄誉
ヴィースバーデン市には「カール・シューリヒト通り」がある。また、ヴィースバーデンのクアハウスには、カール・シューリヒト・サロンとクリスチャン・ツァイス・ザールの前の記念碑がある。

## 作曲作品
シューリヒトはピアノソナタ、室内楽、歌曲、管弦楽曲を作曲している。以下の作品はヴィースバーデンの Drei-Lilien-Verlag から出版されている。
- ピアノのためのソナタ ヘ短調 作品1
- ピアノと管弦楽のための『秋の小品』 作品2
- 5つの歌曲 作品3
- ピアノのための3つの前奏曲 作品4

その他に以下の作品がある。
- 歌曲 『思い出』
- 管弦楽のための北欧幻想曲（岩場の嵐／オーロラ／冬の夜／山の自由）
- フリッツ・リーンハルト（ドイツ語版）によるドラマ『ハインリヒ・フォン・オフターディンゲン』への前奏曲（1905年3月23日にダンツィヒで上演され、1906年3月16日にダンツィヒで改訂された[52]）

## 家族と遺産相続争い
1955年の遺言で、カール・シューリヒトは全財産を4番目 の妻（1944年以降）マルタ・シューリヒト＝バンツ（1916-2011）に遺贈した。後にヘルムート・ヴァイスバッハに訴訟を起こされた。ヨハネス・シューリヒト（Johannes Schuricht、1916年生まれ、後にヘルムート・シューリヒトと名乗る）は、1908年から1922年までのフレデリケ・ハイネマンとの結婚生活の間に生まれた息子で、ハンス・ヴァイスバッハの養子である。
シューリヒトは、子供の父性を常に疑っており、生前、娘婿と孫への養育費を3万スイスフランに制限していた。ヴォー州民事裁判所は1969年に原告に有利な判決を下した。マルタ・シューリヒトは、1971年にスイス連邦最高裁判所が「父親が離婚した妻とその息子の子供の養育費として支払った金銭は補償の対象にならない」との理由で却下した判決を不服として抗告した。(BGE 97 II 209)

## 著作
- 『私の人生から』1954年12月16日のジュネーブ、アテネウムホールでの講演（ヴィリー・タッポレットが書き起こした原稿）

## レコーディング
EMIやデッカ、コンサート・ホール・ソサエティ盤など多数のスタジオ録音が残されているが、放送用録音の発掘も現在盛んに行われている。
- モーツァルト：交響曲第35番、交響曲第36番、交響曲第38番『プラハ』、交響曲第40番、交響曲第41番、『レクイエム』（シュテファン大聖堂ライブ）など。
- ベートーヴェン：交響曲全集（パリ音楽院管弦楽団）、『英雄』（フランス国立放送管弦楽団）など。
- ブルックナー：交響曲第3番、交響曲第5番（ウィーン・フィルとのライブ）、交響曲第7番、交響曲第8番、交響曲第9番。
- バッハ、シューベルト、メンデルスゾーン、ワーグナーなど多数。

## 映画
- Carl Schuricht – Portrait eines Lebens. Dokumentarfilm, BRD 1956–1958, 監督:ロルフ・ウンケル、ディーター・アーテル